# 존 그레고리 (의사)
존 그레고리(John Gregory)은 영국의 의사, 작가, 윤리학자이다.

## 같이 보기
- 의료윤리학